# 手裏剣戦隊ニンニンジャー THE MOVIE 恐竜殿さまアッパレ忍法帖!
『手裏剣戦隊ニンニンジャー THE MOVIE 恐竜殿さまアッパレ忍法帖!』（しゅりけんせんたいニンニンジャー ザ ムービー きょうりゅうとのさまアッパレにんぽうちょう）は、2015年8月8日より東映系で公開された特撮テレビドラマスーパー戦隊シリーズの『手裏剣戦隊ニンニンジャー』の劇場版作品。
『劇場版 仮面ライダードライブ サプライズ・フューチャー』と同時上映。
キャッチコピーは「熱いぜ！真夏の大冒険!」、「夏休みのハチャメチャ大冒険!!恐竜殿さまとお城を救え!」。

## 概要
『手裏剣戦隊ニンニンジャー』の初の単独劇場版作品。忍者らしいアクションを重視しており、伊賀崎天晴 / アカニンジャー役の西川俊介は30メートルの石垣登りに挑戦している。
ゲストとして忍隠れ城の城主である八角辰之助役をお笑いコンビFUJIWARAの藤本敏史が演じる。
ロケは伊賀・甲賀・上田・小田原など忍者に縁のある土地で行われた。忍隠れの城は彦根城で撮影された。監督の中澤祥次郎は、滋賀県側からの誘いを受けシナリオハンティングに向かい、彦根城を見学したことで城を絡めた物語になったことを証言している。

## ストーリー
「ラストニンジャ」伊賀崎好天の志を継ぎ妖怪牙鬼軍団と戦う六人の忍者たち手裏剣戦隊ニンニンジャーたちも夏休みを迎えていた。いつになく忍ばず楽しもうとする彼らに好天が夏休みの宿題として、普通の人は知らない忍隠れの里にある城を守れと命じる。
その忍隠れ城は、今まさに侍大将弓張重三率いる妖怪たちに攻め滅ぼされようとしていた。何とか城主の殿さま八角辰之助は救いだしたが、辰之助は弓張のタタリによって恐竜みたいな姿に変えられてしまった。
殿さまを元に戻すため、そして好天が与えた第二の宿題「里にラブアンドピースをもたらせ」を終えるため、ニンニンジャーたちは弓張ひきいる軍団に戦いを挑むが、弓張には真なる野望があった。「伝説の悪しき竜を渡せ！」
果たして「伝説の悪しき竜」とは恐竜殿さまのことなのか。ニンニンジャーは里の人々に愛と平和を与えることが出来るのか。今こそ6人の忍タリティが試される。

## 登場人物
八角 辰之助（） / 恐竜殿様
忍隠れ城の城主。かつては名君の誉れ高い人物で里の住人たちを気遣う真面目な性格であったが、民たちを守るという殿としての責務を全うすることを優先したため、家族と接する時間が少なくなったために妻から一方的に別れを告げられたことで気力を失ってからは自暴自棄になり、自堕落な生活を送る日々を過ごすようになり、さらに追い討ちをかけるように伝説の悪しき竜の祟りによって恐竜の姿に変えられてしまった。
- 恐竜殿様のデザインはダイノマルと同じくプレックスが担当した。
- やさぐれの表現についてはパチンコや競馬なども検討されたが、スケジュールの範囲内から一番わかりやすい飲んだくれる表現となった
- 辰之助が飲んでいる酒「雪那」は、演じる藤本敏史の当時の妻木下優樹菜の名に因んでいる。

弓張重三（）
牙鬼軍団の侍大将で、蛾眉雷蔵の剣技の師匠にして上役。一人称は「俺」。
九衛門により、半分だけの痩せ男の面に｢恐れ」の力を注ぎこまれて現世に復活した。目的の達成なら手段を一切選ばない冷酷残忍な性格で、弟子の仇討ちと「伝説の悪しき竜」を手に入れるために忍びの里を襲撃する。軍団随一の弓取りで、アオ、キ、シロ、モモをまとめて相手にするなど、戦闘力は高い。分割して刀になる弓が武器で、矢を雨のように降らせる射法・三月火（）や射法・五月雨（）などを得意技とし、赤い矢で使用する射法・肥大蕃息（）で自らを射抜くことで巨大化することも可能。
『帰ってきた手裏剣戦隊ニンニンジャー ニンニンガールズVSボーイズ FINAL WARS』では有明の方によって復活するも再びニンニンジャー（風花と霞）に倒された。
- デザインは篠原保が担当。左右に分割されたデザインは、篠原保が九衛門の初期案としてイメージしていたものを転用している。蛾眉雷蔵との違いを出したり、弓使いであれば左右で身体の用い方が変わると思い、スケッチを提案したと同時に「弓張（半月）」という名前の設定になったため、それに合わせて兜の飾りのみを半月のイメージに修正している。左半身は氷をモチーフとした怪物のような要素という解釈で、右半身は暑苦しい殿様に対して涼しげな亡者をイメージしている。現実の武将ではなく、アニメに出てきそうなイケメン武将をモデルにしている。
- テレビシリーズからの地続きの話というのを明確にするため、牙鬼軍団の一員という設定となり、十六夜九衛門との絡むシーンも作られた。Vシネマで復活した理由は、テレビシリーズの最終決戦で復活しなかったからであるといい、監督の竹本が弓張重三が有明の方直属の配下であったことから幻月の配下として復活しなかった可能性があると妄想したことによるものである。

## オトモ忍・巨大ロボ
アッパレの矢
シノビマルが巨大なカラクリヘンゲン弓で放つ一撃。悪しき竜の角を折る。
ダイノマル
恐竜型のオトモ忍。伝説の悪しき竜の角を折ることで、祟りが解けて正しきオトモ忍として誕生。
牙でのかみつき、太い尾、両手の鉤爪などで戦う。人型形態での武器は両肩のロケット砲。
- デザインはパオンマルのアレンジで、単なる色変えではなく、新規パーツなどでまったく違うものに見せることを意図している。

シュリケンジンダイノ
シュリケンジンに人型のダイノマルが胸部に搭乗してシュリケンダイノ合体した形態。原始の炎を胸の恐竜の口から吐き、武器は右手に持つダイノマルドリルと左手に持つダイノマルハンマー、必殺技はシュリケンジン・ダイノミックサマー。
スペック
| 名称                 | 全高           | 全幅           | 胸厚           | 全長           | 重量            | スピード         | 出力                |
| -------------------- | -------------- | -------------- | -------------- | -------------- | --------------- | ---------------- | ------------------- |
| ダイノマル           | 24.5 m[19][20] | 15.2 m[19][20] |                | 44.4 m[19][20] | 500 t[19][20]   | 380 km/h[19][20] | 750万馬力[19][20]   |
| ダイノマル（人型）   | 25.0 m[19][20] | 10.2 m[19][20] | 13.6 m[19][20] |                | 400 t[19][20]   | 400 km/h[19][20] | 600万馬力[19][20]   |
| シュリケンジンダイノ | 48.0 m[22][23] | 30.0 m[22][23] | 30.7 m[22][23] |                | 2,000 t[22][23] | 500 km/h[22][23] | 3,000万馬力[22][23] |

## キャスト
- 伊賀崎天晴 / アカニンジャー - 西川俊介[4]
- 加藤・クラウド・八雲 / アオニンジャー - 松本岳[4]
- 松尾凪 / キニンジャー - 中村嘉惟人[4]
- 伊賀崎風花 / シロニンジャー - 矢野優花[4]
- 百地霞 / モモニンジャー - 山谷花純[4]
- キンジ・タキガワ / スターニンジャー - 多和田秀弥[4]
- 伊賀崎旋風 - 矢柴俊博[17]
- 民A - 古沢一郎
- 民B - 佐藤美希（2015Jリーグ女子マネージャー）
- 八角辰之助（恐竜殿さま） - 藤本敏史（FUJIWARA）[4]
- 伊賀崎好天 - 笹野高史[17]

### 声の出演
- 弓張重三 - 東地宏樹[17]
- 十六夜九衛門 - 潘めぐみ[17]

### スーツアクター
- アカニンジャー[24] - 浅井宏輔
- 中田裕士
- キニンジャー[25] - 竹内康博
- シロニンジャー[26] - 五味涼子
- モモニンジャー[27] - 野川瑞穂
- スターニンジャー[28] - 高田将司
- 弓張重三[出典 6] - 清家利一
- 蜂須賀祐一
- 内川仁朗
- 藤田慧
- 日下秀昭
- 草野伸介
- 田中宏幸
- 喜多川2tom
- 渡辺実
- 村岡弘之
- 神尾直子
- 橋本恵子
- 渡邉昌宏
- 高橋光
- 神前元
- 村井亮
- 蔦宗正人
- 井口尚哉
- 大岩剣也
- 松岡千尋
- 寺本翔悟
- 榮男樹
- 勝呂学
- 田中領
- 北村海
- 寒川祥吾
- 隈本秋生
- 御前伸幸
- 田中慶
- 白井雅士
- 影山大輝
- 門脇大輔
- 松岡航平
- 吉田裕也
- 武藤雄飛
- 古屋貴士
- 山口真弥
- 佐伯啓
- 山口仁美
- 高嵜百花
- 上平田結花
- 藍田将太
- 関谷健利

## スタッフ
- 製作 - 鈴木武幸（東映）、平城隆司（テレビ朝日）、高木勝裕（東映アニメーション）、間宮登良松（東映ビデオ）、高木智悌（アサツー ディ・ケイ）、松田英史（東映エージエンシー）、垰義孝（バンダイ）
- 企画 - 白倉伸一郎（東映）、林雄一郎（テレビ朝日）、鷲尾天（東映アニメーション）、加藤和夫（東映ビデオ）、波多野淳一（アサツー ディ・ケイ）、疋田和樹（東映エージエンシー）、小野口征（バンダイ）
- 原作 - 八手三郎[17]
- 脚本 - 下山健人[17]
- 音楽 - 山下康介
- 撮影 - 松村文雄
- 照明 - 柴田守
- 録音 - 伝田直樹
- 整音 - 深井康之
- 美術 - 大谷和正
- 編集 - 柳澤和子
- 助監督 - 杉原輝昭、谷本健晋、松井貴
- スクリプター - 高山秀子
- 制作担当 - 柿本浩樹
- ラインプロデューサー - 青柳夕子
- ラインプロデューサー補 - 佐々木幸司
- キャラクターデザイン[17] - 篠原保、K-SuKe
- 音響効果 - 小川広美（大泉音映）
- 選曲 - 宮葉勝行
- 進行主任 - 田中耕作
- 進行助手 - 永井大裕、守屋栞
- 制作デスク - 辻絵里子
- AP - 久慈麗人、菅野あゆみ
- 広報AP - 上浦侑奈
- 製作プロダクション - 東映テレビ・プロダクション
- エグゼクティブプロデューサー - 佐々木基（テレビ朝日）
- プロデューサー[17] - 武部直美、柴田宏明（東映）、井上千尋（テレビ朝日）、矢田晃一、深田明宏（東映エージエンシー）
- アクション監督 - 福沢博文[17]
- 特撮監督 - 佛田洋[17]
- 劇場版「ドライブ・ニンニンジャー」製作委員会（東映、テレビ朝日、東映アニメーション、東映ビデオ、アサツー ディ・ケイ、東映エージエンシー、バンダイ）
- 監督 - 中澤祥次郎[4]

## 主題歌
「なんじゃモンじゃ!ニンジャ祭り!」
作詞・作曲 - 奥田もとい / 編曲 - Funta7 / 歌 - 伊勢大貴 / ダンス振付 - ラッキィ池田（イカキック）

## 映像ソフト化
2015年12月9日発売。Blu-ray / DVDでリリース。本作品ではスーパー戦隊シリーズとしては初めて、通常版はBlu-rayとDVDのセット販売となる。　
本作品以降、映画公開前に発売されていたメイキングDVDが発売されず、メイキング映像はコレクターズパックに収録される形になった。
- 手裏剣戦隊ニンニンジャー THE MOVIE 恐竜殿さまアッパレ忍法帖! ［ブルーレイ＋DVD］（2枚組）
  - ディスク1：本編Blu-ray
  - ディスク2：本編DVD
    - 映像特典（ディスク1、ディスク2共通）
      - 特報
      - 劇場予告編
      - TVスポット集
      - ノンスーパーED
- 手裏剣戦隊ニンニンジャー THE MOVIE 恐竜殿さまアッパレ忍法帖! コレクターズパック（2枚組）
  - ディスク1：本編ディスク（［ブルーレイ＋DVD］の各ディスクと共通）
  - ディスク2：特典ディスク（Blu-ray版はBlu-ray、DVD版はDVDで収録）
    - メイキング
    - 製作発表会見
    - 完成披露スペシャルイベント
    - 完成披露上映会舞台挨拶
    - 公開2日目舞台挨拶
    - PR集
    - 忍者秘伝ノ書
    - ポスターギャラリー

  - 初回限定特典
    - 屏風風オリジナルフォトカード